# Diego López
Diego López Rodríguez (n. 3 noiembrie 1981) este un fotbalist spaniol retras din activitate, care a evoluat pe postul de portar la echipe precum Real Madrid, Villarreal sau Espanyol.

## Palmares

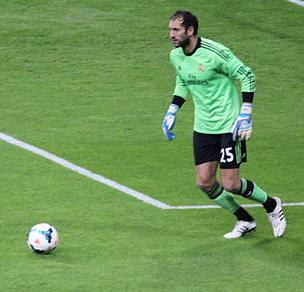
López la Real Madrid în 2013

### Club
Real Madrid
- La Liga: 2006–07
- Copa del Rey (1): 2013–14

Finalist: 2012–13
- Liga Campionilor UEFA (1): 2013–14

### Națională
- Cupa Confederațiilor FIFA:

Locul trei: 2009

## Statistici de club
La 25 mai 2014.
| Club                 | Sezon         | Campionat | Campionat | Cupă    | Cupă   | Continental | Continental | Total   | Total  |
| Club                 | Sezon         | Meciuri   | Goluri    | Meciuri | Goluri | Meciuri     | Goluri      | Meciuri | Goluri |
| -------------------- | ------------- | --------- | --------- | ------- | ------ | ----------- | ----------- | ------- | ------ |
| Real Madrid Castilla | 2003–04       | 6         | 0         | —       | —      | —           | —           | 6       | 0      |
| Real Madrid Castilla | 2004–05       | 35        | 0         | —       | —      | —           | —           | 35      | 0      |
| Real Madrid Castilla | Total         | 41        | 0         | —       | —      | —           | —           | 41      | 0      |
| Real Madrid          | 2005–06       | 2         | 0         | 3       | 0      | 1           | 0           | 6       | 0      |
| Real Madrid          | 2006–07       | 0         | 0         | 4       | 0      | 1           | 0           | 5       | 0      |
| Real Madrid          | Total         | 2         | 0         | 7       | 0      | 2           | 0           | 11      | 0      |
| Villarreal           | 2007–08       | 20        | 0         | 0       | 0      | 0           | 0           | 20      | 0      |
| Villarreal           | 2008–09       | 38        | 0         | 0       | 0      | 9           | 0           | 47      | 0      |
| Villarreal           | 2009–10       | 38        | 0         | 2       | 0      | 9           | 0           | 49      | 0      |
| Villarreal           | 2010–11       | 38        | 0         | 2       | 0      | 15          | 0           | 55      | 0      |
| Villarreal           | 2011–12       | 37        | 0         | 0       | 0      | 8           | 0           | 45      | 0      |
| Villarreal           | Total         | 171       | 0         | 4       | 0      | 41          | 0           | 216     | 0      |
| Sevilla              | 2012–13       | 8         | 0         | 3       | 0      | 0           | 0           | 11      | 0      |
| Sevilla              | Total         | 8         | 0         | 3       | 0      | 0           | 0           | 11      | 0      |
| Real Madrid          | 2012–13       | 16        | 0         | 3       | 0      | 6           | 0           | 25      | 0      |
| Real Madrid          | 2013–14       | 36        | 0         | 0       | 0      | 1           | 0           | 37      | 0      |
| Real Madrid          | Total         | 52        | 0         | 3       | 0      | 7           | 0           | 62      | 0      |
| Total carieră        | Total carieră | 274       | 0         | 17      | 0      | 50          | 0           | 341     | 0      |